# Rosa sertata
Rosa sertata är en rosväxtart som beskrevs av Robert Allen Rolfe. Rosa sertata ingår i släktet rosor, och familjen rosväxter. Utöver nominatformen finns också underarten R. s. multijuga.